# Carlos Bermudez de Castro

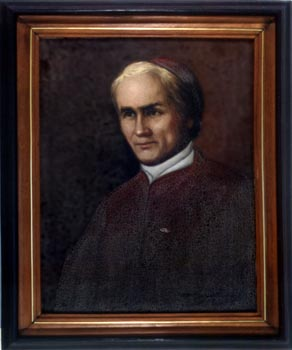
Carlos Bermudez de Castro

Carlos Bermudez de Castro y Gonzalez (Puebla, 2 januari 1678 - Manilla, 13 november 1729) was een Spaans rooms-katholiek geestelijke en aartsbisschop van Manilla.

## Biografie
Carlos Bermudez de Castro werd geboren op 2 januari 1678 in Puebla de los Ángeles in Nieuw-Spanje. Hij behaalde een "doctor legis"- diploma en was professor canoniek recht aan de Universidad de Mexico. Hij bekleedde hoge posities binnen het aartsbisdom Mexico en was onder meer lid van de Inquisitie in de Spaanse kolonie. Bermudez de Castro stond bekend om zijn liefdadigheid en zijn vroomheid.
Bermudez de Castro werd op 20 november 1924 benoemd tot aartsbisschop van Manilla als opvolger van Francisco de la Cuesta, die op zijn beurt was benoemd tot bisschop van Michoacán, het tegenwoordige aartsbisdom van Morelia. Op 17 juni 1725 werd hij in Nieuw-Spanje tot bisschop gewijd. Drie jaar lang bleef hij noodgedwongen in Nieuw-Spanje, omdat er in die periode geen manillagaljoenen richting de Filipijnen vertrok. Uiteindelijk vertrok Bermudez de Castro op 17 maart 1728 vanuit Acapulco en arriveerde hij op 27 juni 1728 op de Filipijnen. Op 25 augustus van dat jaar volgde zijn installatie als aartsbisschop van Manilla. Gedurende zijn periode als aartsbisschop stond hij bekend om zijn ijver en vriendelijkheid naar de lokale bevolking toe. Hij kwam in conflict met de gouverneur-generaal van de Filipijnen over het Colegio de San Felipe. Ruim een jaar na zijn installatie overleed hij op 51-jarige leeftijd. Hij werd op op 18 november begraven. Zijn hart liet hij echter na aan het convent van San Lorenzo in Nieuw Spanje.